# Basket-ball en fauteuil roulant aux Jeux paralympiques d'été de 2016
Navigation
Londres 2012 Tokyo 2020
Les compétitions de basket-ball en fauteuil roulant des Jeux paralympiques d'été de 2016 organisés à Rio de Janeiro voient les équipes du Canada chez les hommes et de l'Allemagne chez les femmes remettre leur titre en jeu.

## Format de la compétition
Les douze nations qualifiées pour les hommes et les 10 nations pour les femmes sont réparties en deux groupes composés chacun de six équipes (cinq pour les femmes). Après la phase de poule, les quatre premières équipes de chaque groupe se qualifient pour un tour à élimination directe jusqu'à la finale.

## Classification
Le basketball aux Jeux paralympiques est pratiqué en fauteuil roulant. Chaque athlète est classé de 1 à 4,5 points selon son niveau de handicap, 1 désignant les handicaps les plus lourds, et les cinq joueurs d'une équipe sur le terrain ne doivent pas totaliser plus de 14 points.

## Tournoi masculin
Les douze équipes se sont qualifiées comme suit :
| Compétition                     | Date                         | Lieu                   | Places | Qualifiés                                          |
| ------------------------------- | ---------------------------- | ---------------------- | ------ | -------------------------------------------------- |
| Pays organisateur               | 2 octobre 2009               | Copenhague, Danemark   | 1      | Brésil                                             |
| Championnat d'Afrique 2015      | 30 octobre - 8 novembre 2015 | Alger, Algérie         | 1      | Algérie                                            |
| Championnat d'Asie-Océanie 2015 | 7 octobre - 18 octobre 2015  | Chiba, Japon           | 3      | Australie Iran Japon                               |
| Championnat d'Europe 2015       | 28 août - 6 septembre 2015   | Worcester, Royaume-Uni | 5      | Grande-Bretagne Turquie Allemagne Pays-Bas Espagne |
| Jeux parapanaméricains de 2015  | 7 août - 15 août 2015        | Toronto, Canada        | 2      | États-Unis Canada                                  |
| Total                           |                              |                        | 12     |                                                    |

### Premier tour

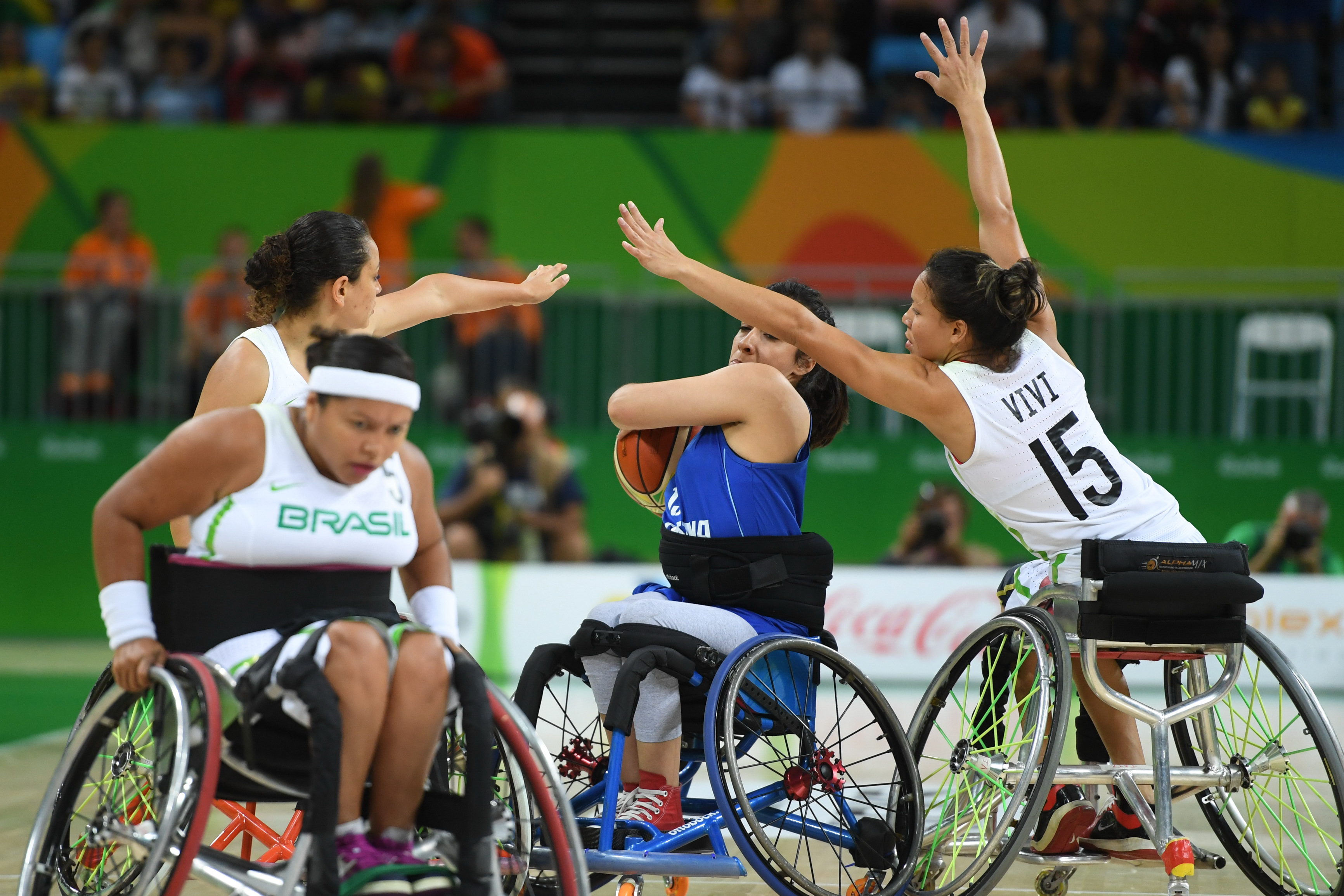
Rencontre féminine Brésil-Argentine.

| Groupe A |           |     |   |   |     |     |      |     |
|          | Équipe    | Pts | G | P | Pm  | Pe  | Diff | Dép |
| 1        | Espagne   | 9   | 4 | 1 | 341 | 265 | +76  | +8  |
| 2        | Turquie   | 9   | 4 | 1 | 327 | 272 | +55  | +1  |
| 3        | Australie | 9   | 4 | 1 | 342 | 293 | +49  | -9  |
| 4        | Pays-Bas  | 7   | 2 | 3 | 264 | 294 | -30  |     |
| 5        | Japon     | 6   | 1 | 4 | 278 | 300 | -22  |     |
| 6        | Canada    | 5   | 0 | 5 | 222 | 350 | -128 |     |

| Groupe B |                 |     |   |   |     |     |      |     |
|          | Équipe          | Pts | G | P | Pm  | Pe  | Diff | Dép |
| 1        | États-Unis      | 10  | 5 | 0 | 402 | 206 | +196 |     |
| 2        | Grande-Bretagne | 9   | 4 | 1 | 364 | 263 | +101 |     |
| 3        | Brésil          | 7   | 2 | 3 | 309 | 314 | -5   | +11 |
| 4        | Allemagne       | 7   | 2 | 3 | 337 | 314 | +23  | +6  |
| 5        | Iran            | 7   | 2 | 3 | 295 | 361 | -66  | -17 |
| 6        | Algérie         | 5   | 0 | 5 | 187 | 436 | -249 |     |

### Phase finale

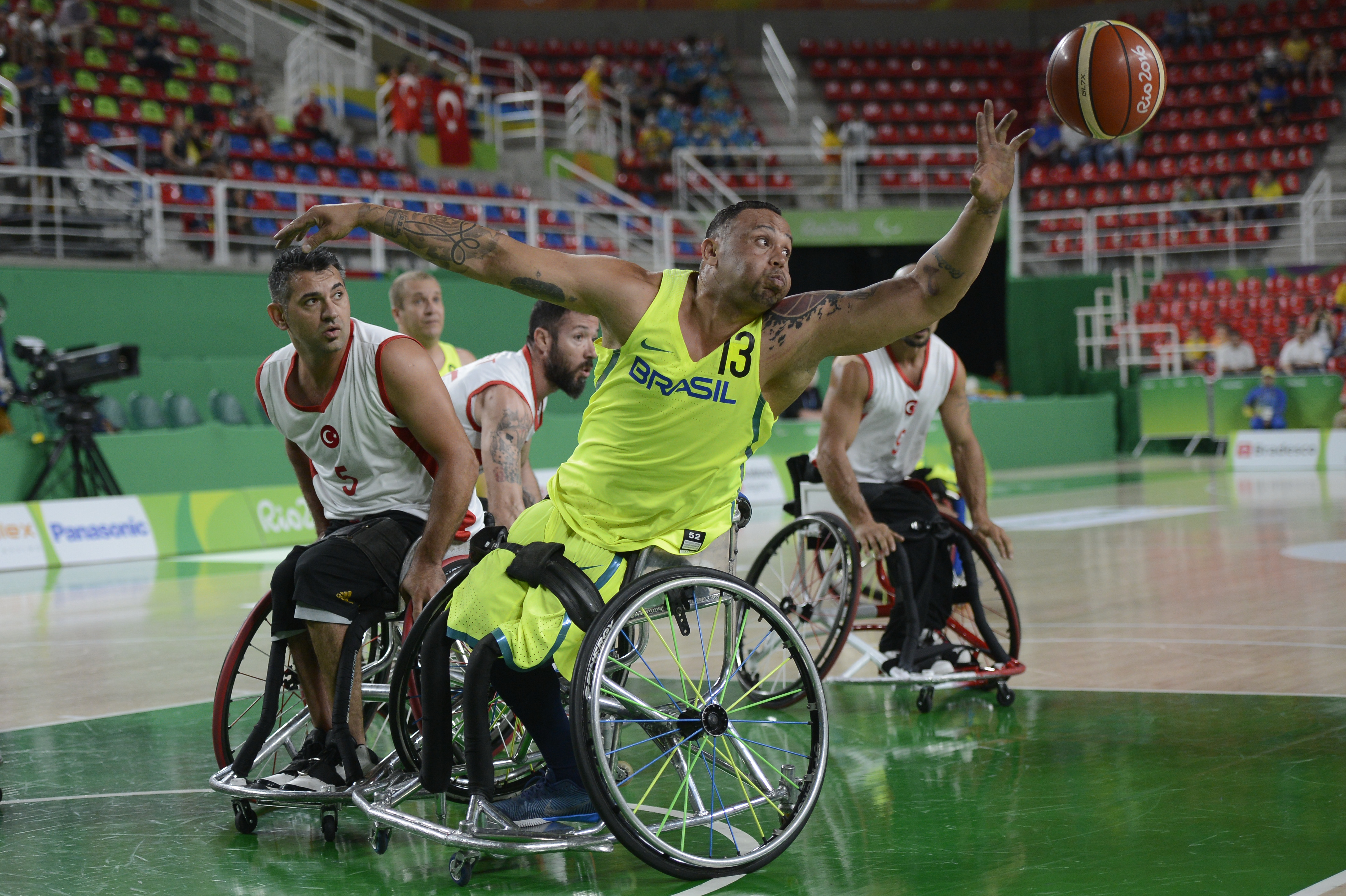
Rencontre masculine Turquie-Brésil.

|  | Quarts de finale    | Quarts de finale    | Quarts de finale    | Quarts de finale    |         |         | Demi-finales        | Demi-finales        | Demi-finales                  | Demi-finales                  |                               |                               | Finale              | Finale              | Finale              | Finale              |
|  |                     |                     |                     |                     |         |         |                     |                     |                               |                               |                               |                               |                     |                     |                     |                     |
|  | 14 septembre, 11h45 | 14 septembre, 11h45 | 14 septembre, 11h45 | 14 septembre, 11h45 |         |         | 15 septembre, 17h30 | 15 septembre, 17h30 | 15 septembre, 17h30           | 15 septembre, 17h30           |                               |                               | 17 septembre, 17h30 | 17 septembre, 17h30 | 17 septembre, 17h30 | 17 septembre, 17h30 |
|  | 14 septembre, 11h45 | 14 septembre, 11h45 | 14 septembre, 11h45 | 14 septembre, 11h45 |         |         | 15 septembre, 17h30 | 15 septembre, 17h30 | 15 septembre, 17h30           | 15 septembre, 17h30           |                               |                               | 17 septembre, 17h30 | 17 septembre, 17h30 | 17 septembre, 17h30 | 17 septembre, 17h30 |
|  | A1                  | Espagne             | 70                  | 70                  |         |         | 15 septembre, 17h30 | 15 septembre, 17h30 | 15 septembre, 17h30           | 15 septembre, 17h30           |                               |                               | 17 septembre, 17h30 | 17 septembre, 17h30 | 17 septembre, 17h30 | 17 septembre, 17h30 |
|  | A1                  | Espagne             | 70                  | 70                  |         |         | 15 septembre, 17h30 | 15 septembre, 17h30 | 15 septembre, 17h30           | 15 septembre, 17h30           |                               |                               | 17 septembre, 17h30 | 17 septembre, 17h30 | 17 septembre, 17h30 | 17 septembre, 17h30 |
|  | B4                  | Allemagne           | 66                  | 66                  |         |         | 15 septembre, 17h30 | 15 septembre, 17h30 | 15 septembre, 17h30           | 15 septembre, 17h30           |                               |                               | 17 septembre, 17h30 | 17 septembre, 17h30 | 17 septembre, 17h30 | 17 septembre, 17h30 |
|  | B4                  | Allemagne           | 66                  | 66                  | Espagne | Espagne | 69                  | 69                  |                               |                               |                               |                               | 17 septembre, 17h30 | 17 septembre, 17h30 | 17 septembre, 17h30 | 17 septembre, 17h30 |
|  | 14 septembre, 15h15 |                     |                     |                     | Espagne | Espagne | 69                  | 69                  |                               |                               |                               |                               | 17 septembre, 17h30 | 17 septembre, 17h30 | 17 septembre, 17h30 | 17 septembre, 17h30 |
|  |                     |                     | Grande-Bretagne     | Grande-Bretagne     | 63      | 63      |                     |                     |                               |                               |                               |                               | 17 septembre, 17h30 | 17 septembre, 17h30 | 17 septembre, 17h30 | 17 septembre, 17h30 |
|  | B2                  | Grande-Bretagne     | Grande-Bretagne     | Grande-Bretagne     | 63      | 63      | 74                  | 74                  |                               |                               |                               |                               | 17 septembre, 17h30 | 17 septembre, 17h30 | 17 septembre, 17h30 | 17 septembre, 17h30 |
|  | B2                  | Grande-Bretagne     | 15 septembre, 21h00 |                     |         |         | 74                  | 74                  |                               |                               |                               |                               | 17 septembre, 17h30 | 17 septembre, 17h30 | 17 septembre, 17h30 | 17 septembre, 17h30 |
|  | A3                  | Australie           | 51                  | 51                  |         |         |                     |                     |                               |                               |                               |                               | 17 septembre, 17h30 | 17 septembre, 17h30 | 17 septembre, 17h30 | 17 septembre, 17h30 |
|  | A3                  | Australie           | 51                  | 51                  | Espagne | Espagne | 52                  | 52                  |                               |                               |                               |                               |                     |                     |                     |                     |
|  | 14 septembre, 21h00 |                     |                     |                     | Espagne | Espagne | 52                  | 52                  |                               |                               |                               |                               |                     |                     |                     |                     |
|  |                     |                     | États-Unis          | États-Unis          | 68      | 68      |                     |                     |                               |                               |                               |                               |                     |                     |                     |                     |
|  | B1                  | Turquie             | États-Unis          | États-Unis          | 68      | 68      | 65                  | 65                  |                               |                               |                               |                               |                     |                     |                     |                     |
|  | B1                  | Turquie             |                     |                     |         |         |                     |                     |                               |                               |                               |                               |                     |                     |                     |                     |
|  | A4                  | Brésil              | 49                  | 49                  |         |         |                     |                     |                               |                               |                               |                               |                     |                     |                     |                     |
|  | A4                  | Brésil              | 49                  | 49                  | Turquie | Turquie | 54                  | 54                  | Match pour la troisième place | Match pour la troisième place | Match pour la troisième place | Match pour la troisième place |                     |                     |                     |                     |
|  | 14 septembre, 17h30 |                     |                     |                     | Turquie | Turquie | 54                  | 54                  | Match pour la troisième place | Match pour la troisième place | Match pour la troisième place | Match pour la troisième place |                     |                     |                     |                     |
|  |                     |                     | États-Unis          | États-Unis          | 74      | 74      |                     |                     | 17 septembre, 11h45           | 17 septembre, 11h45           | 17 septembre, 11h45           | 17 septembre, 11h45           |                     |                     |                     |                     |
|  | A2                  | États-Unis          | États-Unis          | États-Unis          | 74      | 74      | 70                  | 70                  | 17 septembre, 11h45           | 17 septembre, 11h45           | 17 septembre, 11h45           | 17 septembre, 11h45           |                     |                     |                     |                     |
|  | A2                  | États-Unis          |                     |                     |         |         |                     | 70                  |                               |                               | Grande-Bretagne               | Grande-Bretagne               | 82                  | 82                  |                     |                     |
|  | B3                  | Pays-Bas            | 37                  | 37                  |         |         |                     |                     |                               |                               | Grande-Bretagne               | Grande-Bretagne               | 82                  | 82                  |                     |                     |
|  | B3                  | Pays-Bas            | 37                  | 37                  | Turquie | Turquie | 76ap                | 76ap                |                               |                               |                               |                               |                     |                     |                     |                     |
|  |                     |                     |                     |                     |         |         |                     |                     |                               |                               |                               |                               |                     |                     |                     |                     |

## Tournoi féminin
Les dix équipes se sont qualifiées comme suit :
| Compétition                     | Date                         | Lieu                   | Places | Qualifiées                                |
| ------------------------------- | ---------------------------- | ---------------------- | ------ | ----------------------------------------- |
| Pays organisateur               | 2 octobre 2009               | Copenhague, Danemark   | 1      | Brésil                                    |
| Championnat d'Afrique 2015      | 30 octobre - 8 novembre 2015 | Alger, Algérie         | 1      | Algérie                                   |
| Championnat d'Asie-Océanie 2015 | 7 octobre - 18 octobre 2015  | Chiba, Japon           | 1      | Chine                                     |
| Championnat d'Europe 2015       | 28 août - 6 septembre 2015   | Worcester, Royaume-Uni | 4      | Allemagne Pays-Bas Grande-Bretagne France |
| Jeux parapanaméricains de 2015  | 7 août - 15 août 2015        | Toronto, Canada        | 3      | États-Unis Canada Argentine               |
| Total                           |                              |                        | 10     |                                           |

### Premier tour
| Groupe A |                 |     |   |   |     |     |      |     |
|          | Équipe          | Pts | G | P | Pm  | Pe  | Diff | Dép |
| 1        | Allemagne       | 7   | 3 | 1 | 249 | 156 | +93  | +9  |
| 2        | Grande-Bretagne | 7   | 3 | 1 | 228 | 142 | +86  | -2  |
| 3        | Canada          | 7   | 3 | 1 | 252 | 181 | +71  | -7  |
| 4        | Brésil          | 5   | 1 | 3 | 198 | 241 | -43  |     |
| 5        | Argentine       | 4   | 0 | 4 | 87  | 296 | -209 |     |

| Groupe B |            |     |   |   |     |     |      |     |
|          | Équipe     | Pts | G | P | Pm  | Pe  | Diff | Dép |
| 1        | États-Unis | 8   | 4 | 0 | 288 | 138 | +150 |     |
| 2        | Pays-Bas   | 7   | 3 | 1 | 300 | 148 | +152 |     |
| 3        | Chine      | 6   | 2 | 2 | 212 | 187 | +25  |     |
| 4        | France     | 5   | 1 | 3 | 178 | 266 | -88  |     |
| 5        | Algérie    | 4   | 0 | 4 | 93  | 322 | -239 |     |

### Phase finale
|  | Quarts de finale    | Quarts de finale    | Quarts de finale    | Quarts de finale    |                 |                 | Demi-finales        | Demi-finales        | Demi-finales                  | Demi-finales                  |                               |                               | Finale              | Finale              | Finale              | Finale              |
|  |                     |                     |                     |                     |                 |                 |                     |                     |                               |                               |                               |                               |                     |                     |                     |                     |
|  | 13 septembre, 15h15 | 13 septembre, 15h15 | 13 septembre, 15h15 | 13 septembre, 15h15 |                 |                 | 15 septembre, 15h15 | 15 septembre, 15h15 | 15 septembre, 15h15           | 15 septembre, 15h15           |                               |                               | 16 septembre, 17h30 | 16 septembre, 17h30 | 16 septembre, 17h30 | 16 septembre, 17h30 |
|  | 13 septembre, 15h15 | 13 septembre, 15h15 | 13 septembre, 15h15 | 13 septembre, 15h15 |                 |                 | 15 septembre, 15h15 | 15 septembre, 15h15 | 15 septembre, 15h15           | 15 septembre, 15h15           |                               |                               | 16 septembre, 17h30 | 16 septembre, 17h30 | 16 septembre, 17h30 | 16 septembre, 17h30 |
|  | A1                  | Allemagne           | 76                  | 76                  |                 |                 | 15 septembre, 15h15 | 15 septembre, 15h15 | 15 septembre, 15h15           | 15 septembre, 15h15           |                               |                               | 16 septembre, 17h30 | 16 septembre, 17h30 | 16 septembre, 17h30 | 16 septembre, 17h30 |
|  | A1                  | Allemagne           | 76                  | 76                  |                 |                 | 15 septembre, 15h15 | 15 septembre, 15h15 | 15 septembre, 15h15           | 15 septembre, 15h15           |                               |                               | 16 septembre, 17h30 | 16 septembre, 17h30 | 16 septembre, 17h30 | 16 septembre, 17h30 |
|  | B4                  | France              | 28                  | 28                  |                 |                 | 15 septembre, 15h15 | 15 septembre, 15h15 | 15 septembre, 15h15           | 15 septembre, 15h15           |                               |                               | 16 septembre, 17h30 | 16 septembre, 17h30 | 16 septembre, 17h30 | 16 septembre, 17h30 |
|  | B4                  | France              | 28                  | 28                  | Allemagne       | Allemagne       | 55                  | 55                  |                               |                               |                               |                               | 16 septembre, 17h30 | 16 septembre, 17h30 | 16 septembre, 17h30 | 16 septembre, 17h30 |
|  | 13 septembre, 11h45 |                     |                     |                     | Allemagne       | Allemagne       | 55                  | 55                  |                               |                               |                               |                               | 16 septembre, 17h30 | 16 septembre, 17h30 | 16 septembre, 17h30 | 16 septembre, 17h30 |
|  |                     |                     | Pays-Bas            | Pays-Bas            | 45              | 45              |                     |                     |                               |                               |                               |                               | 16 septembre, 17h30 | 16 septembre, 17h30 | 16 septembre, 17h30 | 16 septembre, 17h30 |
|  | B2                  | Pays-Bas            | Pays-Bas            | Pays-Bas            | 45              | 45              | 78                  | 78                  |                               |                               |                               |                               | 16 septembre, 17h30 | 16 septembre, 17h30 | 16 septembre, 17h30 | 16 septembre, 17h30 |
|  | B2                  | Pays-Bas            | 15 septembre, 11h45 |                     |                 |                 | 78                  | 78                  |                               |                               |                               |                               | 16 septembre, 17h30 | 16 septembre, 17h30 | 16 septembre, 17h30 | 16 septembre, 17h30 |
|  | A3                  | Canada              | 60                  | 60                  |                 |                 |                     |                     |                               |                               |                               |                               | 16 septembre, 17h30 | 16 septembre, 17h30 | 16 septembre, 17h30 | 16 septembre, 17h30 |
|  | A3                  | Canada              | 60                  | 60                  | Allemagne       | Allemagne       | 45                  | 45                  |                               |                               |                               |                               |                     |                     |                     |                     |
|  | 13 septembre, 17h30 |                     |                     |                     | Allemagne       | Allemagne       | 45                  | 45                  |                               |                               |                               |                               |                     |                     |                     |                     |
|  |                     |                     | États-Unis          | États-Unis          | 62              | 62              |                     |                     |                               |                               |                               |                               |                     |                     |                     |                     |
|  | B1                  | Grande-Bretagne     | États-Unis          | États-Unis          | 62              | 62              | 57                  | 57                  |                               |                               |                               |                               |                     |                     |                     |                     |
|  | B1                  | Grande-Bretagne     |                     |                     |                 |                 |                     |                     |                               |                               |                               |                               |                     |                     |                     |                     |
|  | A4                  | Chine               | 38                  | 38                  |                 |                 |                     |                     |                               |                               |                               |                               |                     |                     |                     |                     |
|  | A4                  | Chine               | 38                  | 38                  | Grande-Bretagne | Grande-Bretagne | 78                  | 78                  | Match pour la troisième place | Match pour la troisième place | Match pour la troisième place | Match pour la troisième place |                     |                     |                     |                     |
|  | 13 septembre, 21h00 |                     |                     |                     | Grande-Bretagne | Grande-Bretagne | 78                  | 78                  | Match pour la troisième place | Match pour la troisième place | Match pour la troisième place | Match pour la troisième place |                     |                     |                     |                     |
|  |                     |                     | États-Unis          | États-Unis          | 89              | 89              |                     |                     | 16 septembre, 11h45           | 16 septembre, 11h45           | 16 septembre, 11h45           | 16 septembre, 11h45           |                     |                     |                     |                     |
|  | A2                  | États-Unis          | États-Unis          | États-Unis          | 89              | 89              | 66                  | 66                  | 16 septembre, 11h45           | 16 septembre, 11h45           | 16 septembre, 11h45           | 16 septembre, 11h45           |                     |                     |                     |                     |
|  | A2                  | États-Unis          |                     |                     |                 |                 |                     | 66                  |                               |                               | Pays-Bas                      | Pays-Bas                      | 76                  | 76                  |                     |                     |
|  | B3                  | Brésil              | 35                  | 35                  |                 |                 |                     |                     |                               |                               | Pays-Bas                      | Pays-Bas                      | 76                  | 76                  |                     |                     |
|  | B3                  | Brésil              | 35                  | 35                  | Grande-Bretagne | Grande-Bretagne | 34                  | 34                  |                               |                               |                               |                               |                     |                     |                     |                     |
|  |                     |                     |                     |                     |                 |                 |                     |                     |                               |                               |                               |                               |                     |                     |                     |                     |

## Résultats

### Podiums
| Épreuves         | Or         | Argent    | Bronze          |
| ---------------- | ---------- | --------- | --------------- |
| Tournoi masculin | États-Unis | Espagne   | Grande-Bretagne |
| Tournoi féminin  | États-Unis | Allemagne | Pays-Bas        |